# Malé Horky
Malé Horky jsou malá vesnice, část obce Rokytovec v okrese Mladá Boleslav. Nachází se asi 1,5 kilometru jihozápadně od Rokytovce. Malé Horky leží v katastrálním území Rokytovec o výměře 5,35 km².

## Historie
První písemná zmínka o vesnici pochází z roku 1360.